# Full Moon (álbum de Brandy)
Full Moon é o terceiro álbum de estúdio da cantora e produtora musical norte-americana Brandy Norwood. A sua produção teve início na metade de 2001, após o término de um hiato longo tomado pela artista depois da finalização dos eventos promocionais do seu segundo trabalho de estúdio, Never Say Never (1998). A vocalista, que passou por um período de hospitalização no final de 1999 como resultado de um colapso nervoso, revelou ter tido receio de dar arranque ao processo de produção de Full Moon por medo de não conseguir alcançar as expectativas do público, porém, com a ajuda de Rodney "Darkchild" Jerkins — produtor executivo e maior contribuinte na produção e arranjos de Never Say Never — e a equipe do mesmo, conseguiu conceber material suficiente para o disco. Gravado principalmente no estúdio The Hit Factory em Miami, Flórida, Full Moon foi divulgado internacionalmente em meados de 2002 através da editora discográfica Atlantic. O projecto viu Norwood a abandonar a sua imagem de rapariga adolescente em troca de uma mais sensual e adulta, com as letras das canções agora envolvendo metáforas sexuais.
Inspirada por cantoras como a norte-americana Whitney Houston e a irlandesa Enya, Norwood tomou a decisão de empurrar os limites da sua voz para novos horizontes e experimentar novos arranjos vocais. Em Full Moon, a sua voz tem um tom mais profundo e cálido com uma textura mais baixa, e o seu falsetto está notavelmente mais forte. Além disso, desejando distanciar-se um pouco de canções urbanas contemporâneas de pop e R&B, a artista quis também explorar novos géneros, tais como música electrónica e UK garage, o que a fez trabalhar com novos colaboradores, incluindo Fred "Uncle Freddie" Jerkins III, LaShawn "Big Shiz" Daniels, Warryn "Baby Dubb" Campbell, Mike City e Robert "Big Bert" Smith, com quem a artista eventualmente iniciou um envolvimento amoroso. Ademais, vocais do cantor norte-americano Michael Jackson e de Ray J, irmão de Norwood, podem ser ouvidos em algumas faixas.
Embora tenha rendido à vocalista uma nomeação para "Melhor Álbum de R&B Contemporâneo" na 45.ª cerimónia anual dos prémios Grammy, a resposta inicial pelos críticos de música contemporânea obtida por Full Moon foi mista. A produção futurística electrónica comandada por Darkchild associada aos vocais ousados da intérprete, bem como as técnicas inéditas de ambos, foram todas aplaudidas por uns. Entretanto, outros revelaram dessatisfação para com o projecto como um todo, descrevendo-o como "formulaico" e ultimamente descartando-o pelo apelo comercial "deseperado" e conteúdo "desapontante". Não obstante, contrariamente às opiniões dos críticos de música, hoje o disco é aclamado por amantes de música urbana e artistas de R&B contemporâneo, tais como o músico Luke James, que descreveu o álbum como "o diagrama sobre como fazer vocais". Vários vocalistas apontam frequentemente o álbum como a inspiração por detrás do seu material musical. O trabalho de Norwood em Full Moon contribuiu para que ela eventualmente recebesse a alcunha de "Bíblia vocal".
Devido ao facto de Norwood se encontrar em um estágio avançado de gravidez no momento do lançamento de Full Moon, poucos esforços promocionais foram feitos. Não obstante, três singles foram distribuídos. "What About Us?", o primeiro, liderou a tabela de canções de R&B do Reino Unido, enquanto o segundo, a a faixa-título, teve o seu vídeo musical fortemente reproduzido em diversos canais de televisão norte-americanos. Nos Estados Unidos, Full Moon estreou na segunda posição da tabela de álbuns e tornou-se o segundo consecutivo da artista a liderar a tabela de álbuns de R&B. Ao alcançar a marca de um milhão de unidades comercializadas no país, recebeu o certificado de disco de platina pela Recording Industry Association of America (RIAA). No continente europeu, conseguiu posicionar-se dentro das dez melhores posições das tabelas de álbuns da Alemanha, França e Suíça.

## Antecedentes
"Era tudo sobre hambúrgueres e batatas fritas para mim todos os dias. E eu estava sempre a ficar doente. Eu adoptei [uma dieta] super magra e fiquei desidratada. Algures por aí apercebi-me que o meu corpo era o meu templo e é aqui onde a minha alma tem de residir e cuidar de mim mesma. Apercebi-me que comer para viver era melhor que viver para comer. Comi um hamburguer vegano, e não tinha nenhuma diferença no sabor! Tem tudo a ver com os temperos e como você cozinha."

— Depoimento de Norwood acerca da origem do seu distúrbio alimentar e posterior decisão de tornar-se végana.
Never Say Never, o segundo trabalho de estúdio de Norwood, foi lançado internacionalmente em junho de 1998. Apoiado pelo desempenho do êxito mundial "The Boy Is Mine" (1998), um dueto com a cantora Monica, permitiu que o público olhasse para a artista como uma intérprete com apelo tanto comercial como de crossover. Never Say Never foi um sucesso ao redor do mundo, movendo aproximadamente dezasseis milhões de unidades e produzindo sete singles, inclusive o êxito número um "Have You Ever?" (1998), escrito pela compositora Diane Warren. Mais tarde naquele ano, a cantora fez a sua estreia cinematográfica em um papel secundário no filme I Still Know What You Did Last Summer, que lhe rendeu um prémio Blockbuster de entretenimento e ainda uma nomeação na categoria "Melhor Desempenho Feminino" na oitava cerimónia anual dos prémios de cinema da MTV. No ano seguinte, a artista coestrelou ao lado da cantora Diana Ross no telefilme dramático Double Platinum, cujo enredo revolve em torno de uma mãe e filha com um relacionamento danificado. Ambas Norwood e Ross trabalharam como produtoras executivas do projecto, no qual foram inclusas canções inéditas de Never Say Never e Every Day Is a New Day (1999), 22.° álbum de estúdio de Ross.
Foi também em 1999, em novembro, que Norwood sofreu um colapso nervoso como resultado de um modo de vida insalubre e um relacionamento amoroso fracassado no qual passou por episódios de abuso emocional. Com receio da possibilidade de um terceiro álbum de estúdio não ser fiel ao sucesso dos seus lançamentos anteriores, a cantora tomou a decisão de passar por um hiato longo para que pudesse reflectir e observar a sua vida introspectivamente a partir de outros pontos de vista. Em entrevista para Juju Chang no programa de televisão 20/20 no outono de 2002, Norwood revelou ter passado por períodos de estresse, baixa autoestima, e ainda um distúrbio alimentar, com todos ultimamente culminando na sua hospitalização no final do ano, facto que prolongou o hiato ainda mais. "Eu precisava de rejuvenescer, colocar os meus sucos criativos a fluírem, equilibrar a minha vida com alguma privacidade, para que pudesse encontrar a minha confiança, encontrar o meu amor por música de novo," afirmou Norwood em entrevista à revista norte-americana Jet em 2002.
Em meados de 2000, após vários tabloides terem relatado constantemente sobre a sua batalha duradoura contra a desidratação, a cantora começou a focar-se de novo na sua carreira artística, virando-se para Moesha, uma comédia de situação estrelada por si transmitida pela United Paramount Network (UPN) que foi eventualmente cancelada na primavera de 2001. Em junho, a artista foi homenageada com um prémio Governors pelo seu trabalho musical "além dos limites". Foi pouco tempo após isto que retornou a focar-se na carreira musical, contribuindo com canções para lançamentos como Urban Renewal (2001), álbum de tributo ao cantor Phil Collins no qual regravou "Another Day in Paradise" (1990) como um dueto com o seu irmão Ray J. Lançado como o primeiro single do trabalho, alcançou sucesso instantâneo a nível internacional, atingindo o seu pico dentro das dez melhores posições em mais de quinze tabelas musicais europeias. Norwood contribuiu ainda para a banda sonora do filme de animação Osmosis Jones (2001), creditada por introduzir uma aresta "mais áspera e evocativa" da sua voz, que agora possuía um tom mais profundo e cálido com uma textura mais baixa e falsetto notavelmente mais forte. Além disso, foi na banda sonora de Osmosis Jones que Norwood trabalhou com o produtor musical Mike City pela primeira vez. "Levou-lhe algum tempo a compreender as minhas ideias loucas, mas ele é incrível. Produziu-me muito bem," afirmou sobre a sua experiência de trabalho com ele.

## Concepção e desenvolvimento
"Eu estava confortável. Estava em um ponto com uma equipa com quem elaborei Never Say Never, desde LaShanw Daniels até Rodney Jerkins até Fred Jerkins. Estávamos todos lá, e foi interessante porque Rodney estava a trabalhar [com] Michael Jackson [em Invincible] no momento e estávamos todos no mesmo local. Eu não tive a oportunidade ver Michael com frequência, mas grande parte da energia que ele dava a Michael, partilhou comigo. Eu senti-me confortável. Estávamos em Miami e foi definitivamente um passo em frente desde Never Say Never. Eu devo dizer que [Full Moon] é o meu álbum favorito de fazer."

— Comentário de Brandy em retrospectiva.
Norwood começou a concepção de ideias para o seu terceiro álbum de estúdio com o pessoal da editora discográfica Atlantic no outono de 2000. Embora Darkchild — o produtor musical principal de Never Say Never — já tivesse dado início à produção de vários temas para o novo projecto juntamente com a sua equipa, composta por Uncle Freddie e Big Shiz, na esperança de recriar a química existente em Never Say Never, a cantora queria se certificar que desta vez teria mais controlo criativo no projecto, motivo pelo qual convocou reuniões com todos os compositores e músicos envolvidos para que pudessem discutir o conteúdo lírico a ser abordado no seu futuro álbum, bem como a sonoridade. "Eu estive envolvida de A-Z. Todas as canções do álbum foram inspiradas pela minha vida [...] Eu queria falar sobre como me sinto em vários níveis. Queria estar em contacto com todas as minhas emoções e partilhá-las. Levei três anos para dedicar-me a mim mesma e tive a oportunidade de descobrir coisas que gosto de fazer, coisas que não gosto e coisas que quero alterar em mim mesma," expressou a artista sobre o conteúdo de Full Moon.
Embora Darkchild tenha mantido a sua posição como produtor executivo, tal como em Never Say Never, contribuindo para a maioria das faixas de Full Moon juntamente com os membros da sua equipa criativa, Norwood, igualmente listada como produtora executiva, também tomou a liberdade de incluir outros colaboradores, inclusive Mike City, Keith Crouch, Baby Dubb, Stuart Brawley, Jason Derlatka, e Big Bert, primo de Darkchild com quem a cantora acabou por desenvolver um romance durante o processo de produção do álbum. Crouch já havia trabalhado anteriormente com Norwood no seu álbum de estreia auto-intitulado, enquanto Campbell conheceu Norwood quando ela tinha quinze anos de idade, momento no qual ele começou a tocar teclado na sua banda ao vivo. Embora Norwood tenha abandonado a banda dois anos depois para seguir uma carreira como produtora musical, os dois se reencontraram em 2001 juntamente com o compositor Harold Lilly, Jr. para que colaborassem em Full Moon.
Além dos mencionados acima, Norwood trabalhou ainda com os músicos Pharrell Williams e Chad Hugo, ambos integrantes do duo The Neptunes. Todavia, como a artista sentiu que o material concebido pela dupla não se iria enquadrar no conceito desenvolvido para Full Moon e, consequentemente, quebrar o seu estilo típico de produção, as obras realizadas por eles acabaram por não ser inclusas. Adicionalmente, o rapper Ja Rule, o cantor-compositor Babyface, e o duo de produção Soulshock & Karlin também estiveram supostamente envolvidos no projecto, no entanto, nenhum do material foi adicionado ao alinhamento final de faixas.

## Título e capa

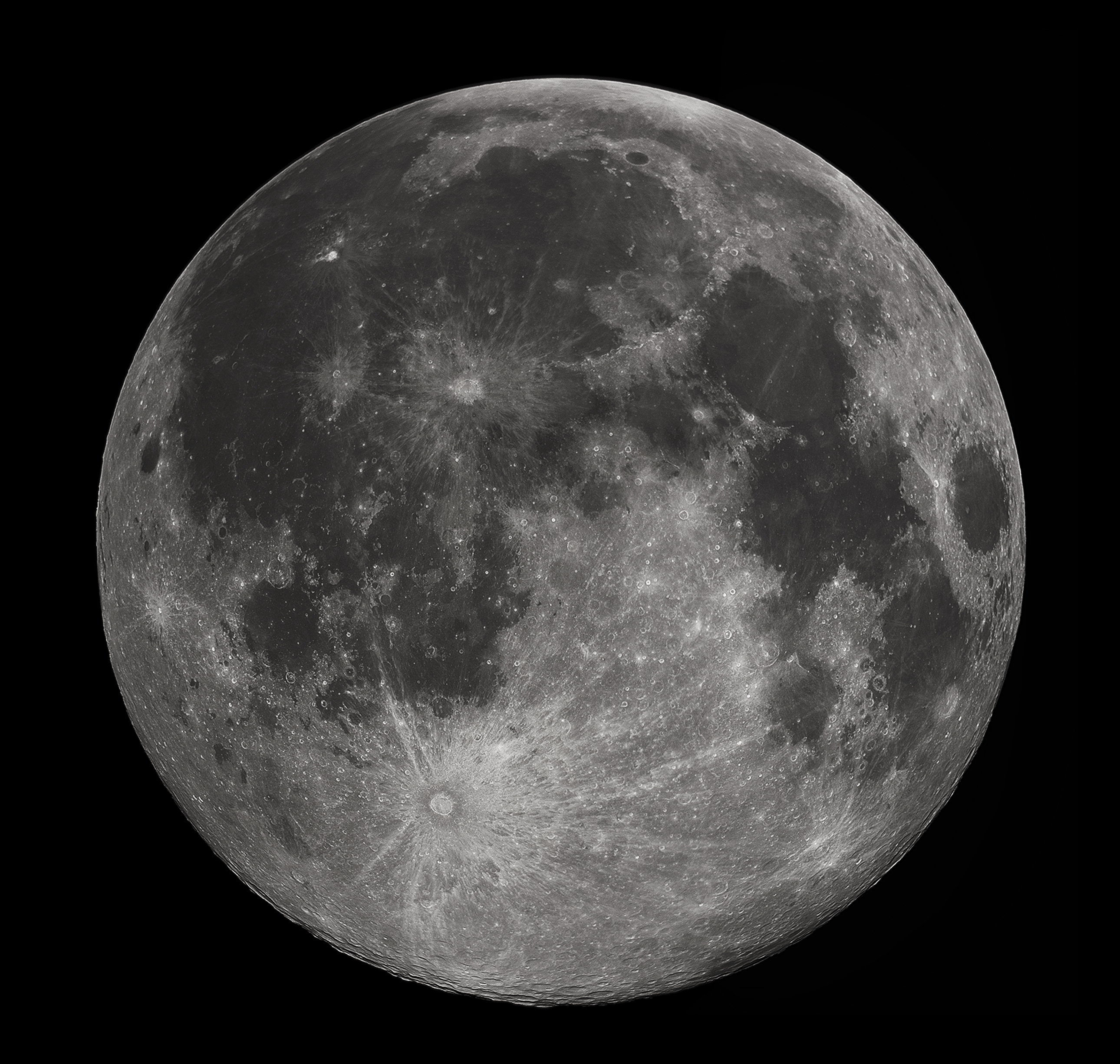
Norwood intitulou o álbum de lua cheia (imagem) em homenagem à sua faixa-título e em referência aos três anos anteriores da sua vida.

Apesar de Norwood ter reconhecido que o foco criativo de Full Moon estivesse baseado na sua própria realização técnica e sonoridade, declarou que o conceito do álbum foi baseado no desenvolvimento do relacionamento entre um homem e uma mulher: "É definitivamente o conceito para o álbum — eu a me apaixonar, depois passar por alguma turbulência e, depois, logo no fim, eu encontro a pessoa com quem quero realmente estar — então é um conceito maravilhoso e é uma experiência incrível que tive. Descobri muito acerca de mim. Descobri muito sobre amor, e estou simplesmente feliz por isso se reflectir na minha música." Norwood decidiu nomear o álbum em homenagem à sua faixa-título e em referência aos três anos anteriores da sua vida: "Eu fiz um círculo completo e sinto-me completa. Tudo isso está reflectido na minha música. Foi por isso que nomeei [o meu álbum] Full Moon. É um álbum conceitual, é autobiográfico. Tudo pelo qual passei nos últimos três anos está reflectido [nele]." Embora a sonoridade do álbum tenha sido descrita como "futurística", a vocalista afirmou que o conceito do futurismo aconteceu por acaso e não foi levado em conta ao longo da composição da música e escrita das letras.
Fotografada pelo haitiano Marc Baptiste, a capa do álbum apresenta, no centro, uma imagem de Norwood até um pouco além dos ombros, semelhante ao modelo tipo-passe. Nela, a intérprete usa brilho labial condizente com a cor natural dos seus lábios e adopta cabelo liso longo e "lustroso", além de maquilhagem "pesada", creditada a Rea Ann Silva. No seu pescoço é visível uma gargantilha de cabedal branca colocada por cima do cabelo. O nome do álbum, estilizado em letras maiúsculas, aparece no canto inferior esquerdo e, logo acima dele, está a imagem de uma lua cheia. Inversamente, no canto superior direito foi colocado o logotipo da artista, que consiste na letra "b" minúscula dentro do que aparenta ser um anel prateado. Logo em frente ao logotipo está disposto o monónimo da cantora. Fotos adicionais para o encarte do álbum foram tiradas por Jonathan Mannion e Mathew Rolston.

## Lançamento e divulgação

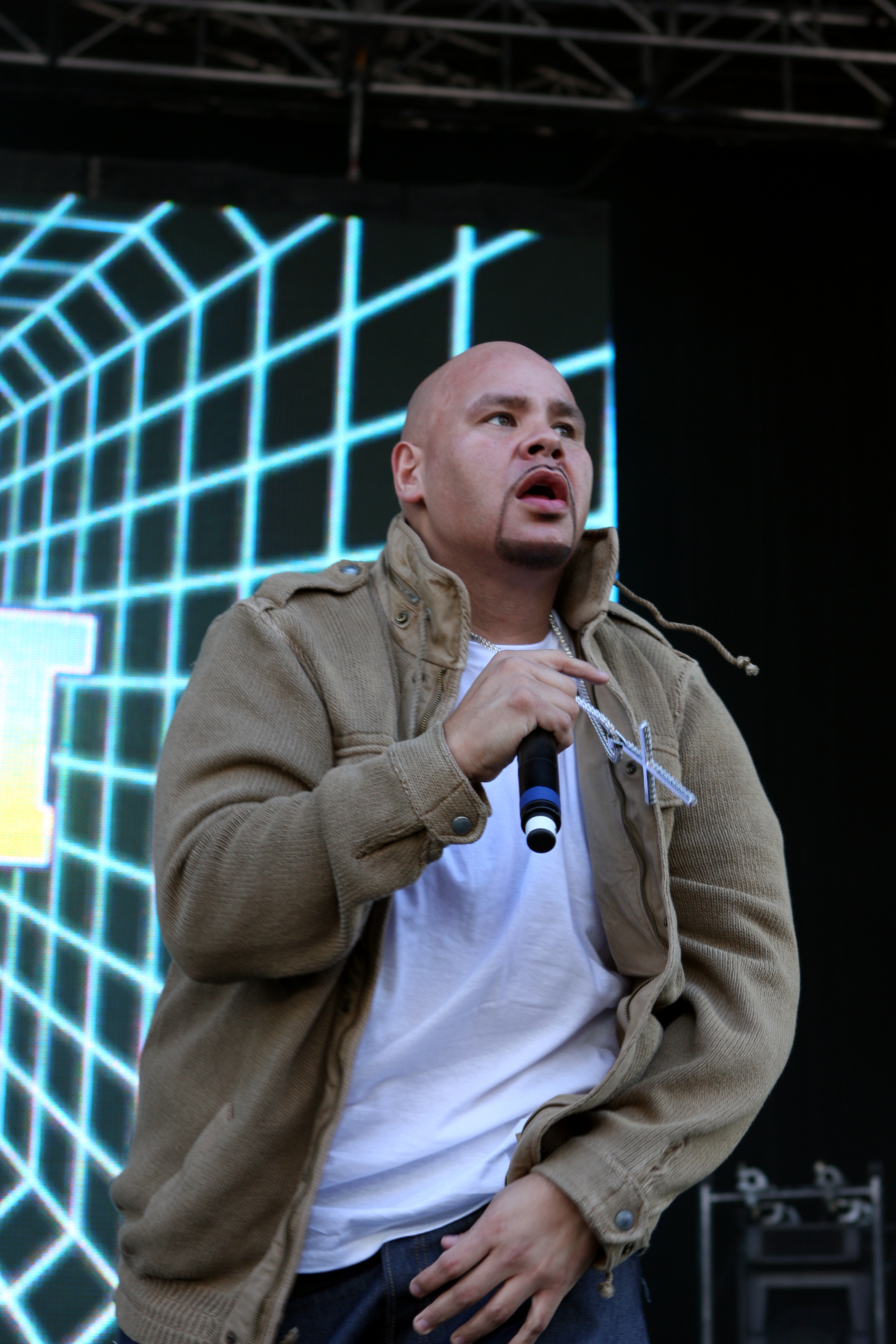
Uma remistura de "Full Moon" com vocais adicionais dos rappers Fat Joe (imagem) e Cutfather foi inclusa como faixa bónus de Full Moon.

Com a finalidade de antecipar o lançamento do álbum, "What About Us?" foi divulgado como o primeiro single no Ano Novo de 2002. O tema foi disponibilizado online em diversas plataformas de streaming, recebendo uma quantidade superior a 750 mil unidades de streaming em apenas um dia no AOL Music. O single recebeu várias remisturas por diversos DJs e produtores musicais, por vezes com vocais adicionais de rappers como Nas e Joe Budden. Ao invés da versão original, a remistura produzida por Simon Vegas foi reproduzida em estações de rádio e canais de televisão em países europeus, nos quais a canção alcançou sucesso comercial moderado, atingindo o primeiro posto da tabela de canções de R&B do Reino Unido. O vídeo musical, realizado por Dave Meyers e filmado em dois dias em Culver City, usa técnicas de fundo verde e vê a artista abandonar a sua imagem jovem por uma mais sensual e adulta.
Segundo o informado através de conferências de imprensa pelos representantes da artista na editora Atlantic, o lançamento de Full Moon havia sido originalmente planeado para ocorrer a 20 de Novembro de 2001, contudo, estes planos foram eventualmente alterados. Na noite de 16 de Janeiro do ano seguinte, ela organizou uma festa com de estreia do álbum na qual participaram personalidades da indústria musical, decorrida no bar Man Ray, situado no bairro de Chelsea na ilha nova-iorquina de Manhattan. A versão padrão de Full Moon apresenta dezasseis faixas; faixas adicionais foram inclusas em versões diferentes: "Another Day in Paradise" no lançamento internacional e "Die Without You" na versão norte-americana, ambos duetos com Ray J. O projecto foi finalmente divulgado em mercados musicais europeus a partir de 25 de Fevereiro de 2002 apenas em formato físico (CD e disco de vinil), em uma colaboração entre a Atlantic e a distribuidora internacional Warner. A data original para a distribuição na América do Norte era 26 de Fevereiro, no entanto, foi mais tarde alterada para 5 de Março, data de lançamento na Oceania também. Na noite anterior ao lançamento, Norwood organizou uma festa de lançamento da qual foi a anfitriã, juntamente com o seu namorado Big Bert. O evento decorreu no restaurante Blue Fin, do Hotel W New York, localizado na Times Square.
Devido ao facto de Norwood se encontrar em um estágio avançado de gravidez no momento do lançamento de Full Moon, poucos esforços promocionais foram feitos. Não obstante, a artista fez uma aparição no programa de televisão Total Request Live em Fevereiro para promover "Full Moon", o segundo single. O motivo por detrás do lançamento da faixa como single envolve Ryan Shapiro, presidente da editora Atlantic naquele momento que afirmou a Norwood: "Parece que você sabia sobre o que estava a falar. 'Full Moon' é um êxito." Tal como "What About Us?", recebeu versões novas por outros artistas, inclusive uma pelos rappers Fat Joe e Cutfather, cuja versão foi inclusa como faixa bónus da versão de Full Moon distribuída no Japão. Realizado por Chris Robinson, no vídeo musical a artista não dança por causa da gravidez. O teledisco foi fortemente reproduzido em canais de televisão como Black Entertainment Television e MTV, tendo alcançado o primeiro posto nas tabelas de ambos. "He Is" foi lançado como o terceiro e último single, alcançando um desempenho fraco e tornando-se no menos bem sucedido de Full Moon, em termos comerciais.
Um relançamento de Full Moon comandado pela distribuidora Warner ocorreu primeiramente no Japão a 24 de Janeiro de 2007, em formato físico, e mais tarde na Europa a 23 de Outubro em formato digital.

## Gravação e produção

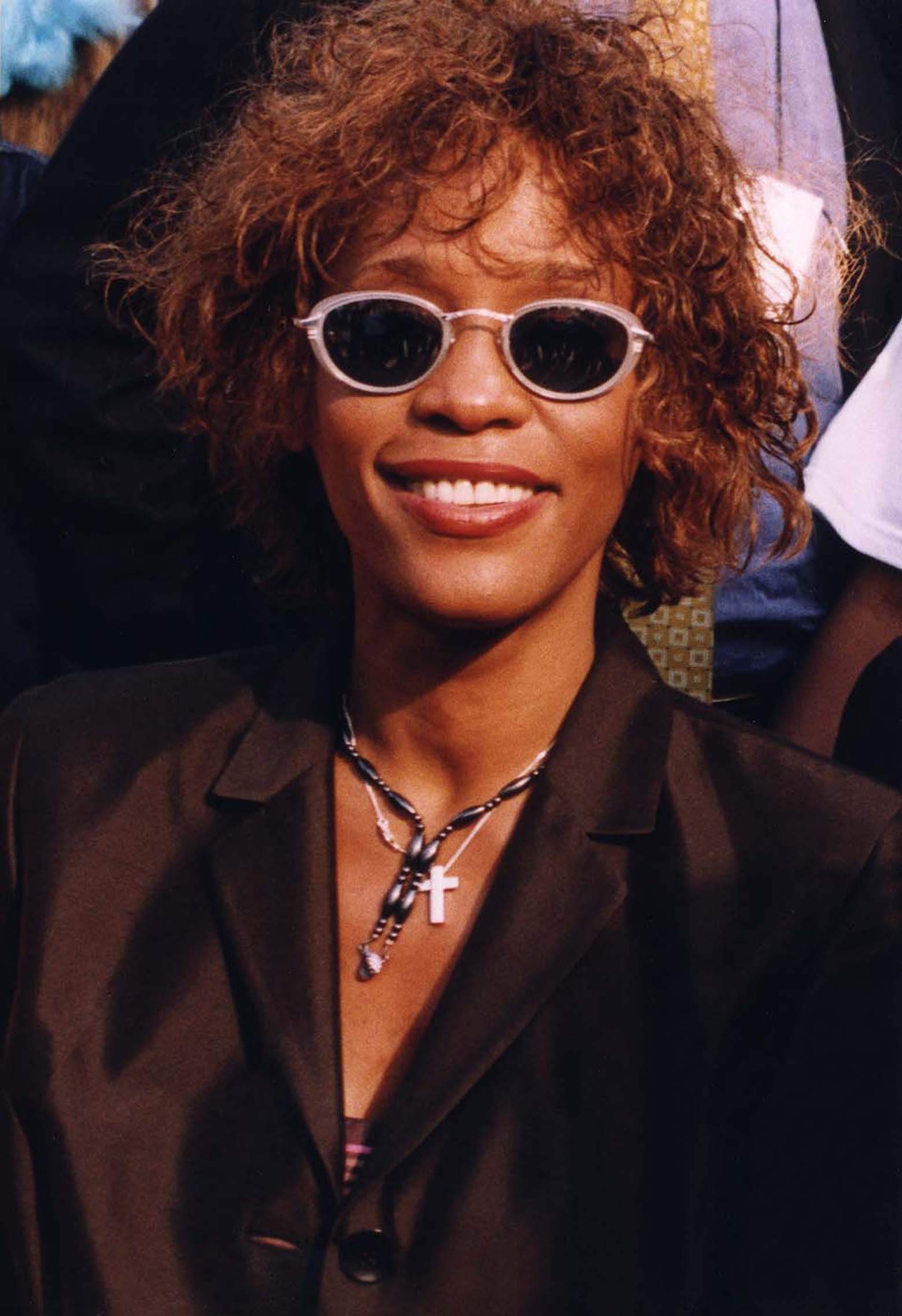
Whitney Houston foi uma das inspirações de Norwood em Full Moon.

Norwood apontou os artistas Whitney Houston, Kim Burrell e Enya por detrás da inspiração de empurrar os limites da sua voz para novos horizontes e experimentar novos arranjos vocais; Michael Jackson foi igualmente creditado por analistas musicais como uma das influências no projecto. Dentre as novas técnicas vocais de Norwood, destacaram-se o seu falsetto altaneiro, tremolo sólido e controle de respiração suave que relaxa o seu fraseado. "Eu estava muito [interessada] em empilhar os meus vocais e harmonias. Saindo por todos os lados com vocais. Eu queria ter uma experiência completa com os meus vocais. Foi isso que eu tentei fazer com o meu som," revelou a artista sobre a sua decisão.
Para a produção do álbum, Darkchild apontou Jackson, a voz de Norwood e as suas experiências ao visitar várias discotecas ao longo das suas viagens na Europa em 2001 como influências primárias na sonoridade do álbum, descrita como uma mistura de música electrónica com pop e rhythm and blues (R&B) em baladas de música adulta contemporânea influenciada por UK Garage, dance, glitch, e funktronica. O álbum, revestido por sons futurísticos e blips e bipes "granulosos", em sua maior parte é dominado por pop e canções de ritmo acelerado, enquanto a segunda parte consiste em "baladas vulgares de R&B". Em Full Moon, a maioria das canções foram sequenciadas para transacionarem fluidamente para a seguinte. Isto é notável em "When You Touch Me", cujo outro com sons de chuva a cair fazem uma transição fluida no interlúdio "gracioso" de "Like This", e ainda em "Can We", que faz uma transição e dá início a "What About Us?"
O material para Full Moon foi maioritariamente gravado no estúdio The Hit Factory Criteria na cidade de Miami, Flórida. Outros estúdios em locais como Los Angeles (The Record Plant) e a Cidade de Nova Iorque (The Hit Factory) também foram usados. Todo o trabalho de masterização ficou sob a responsabilidade de Tom Coyne que trabalhou no estúdio Sterling Sound na cidade de Edgewater em Nova Jérsia, enquanto a edição da ferramenta de edição digital de áudio Pro Tools ficava encarregue principalmente a Paul Foley e Fabian Marasciullo, que trataram ainda de tarefas como engenharia acústica, mistura e edição adicional digital de áudio. Os estúdios Darkchild, de propriedade do produtor homónimo, foram usados tanto para gravação como para engenharia acústica. O estúdio Pacifique, localizados no Norte de Hollywood no estado da Califórnia, foram usados para mistura; foi neste estúdio onde grande parte do material de Never Say Never foi também misturado.

## Música e sonoridade

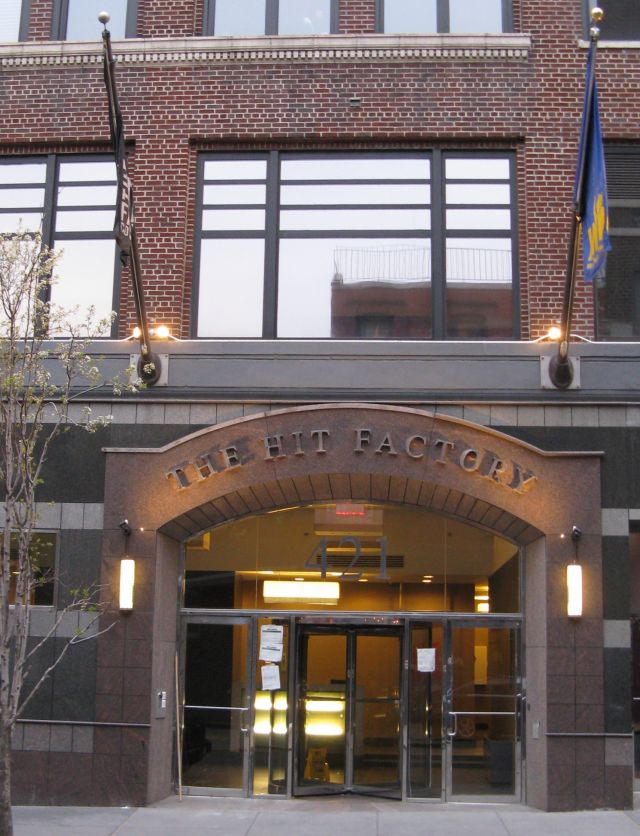
O The Hit Factory, localizado na Cidade de Nova Iorque, foi um dos estúdios usados para a gravação das canções do álbum.

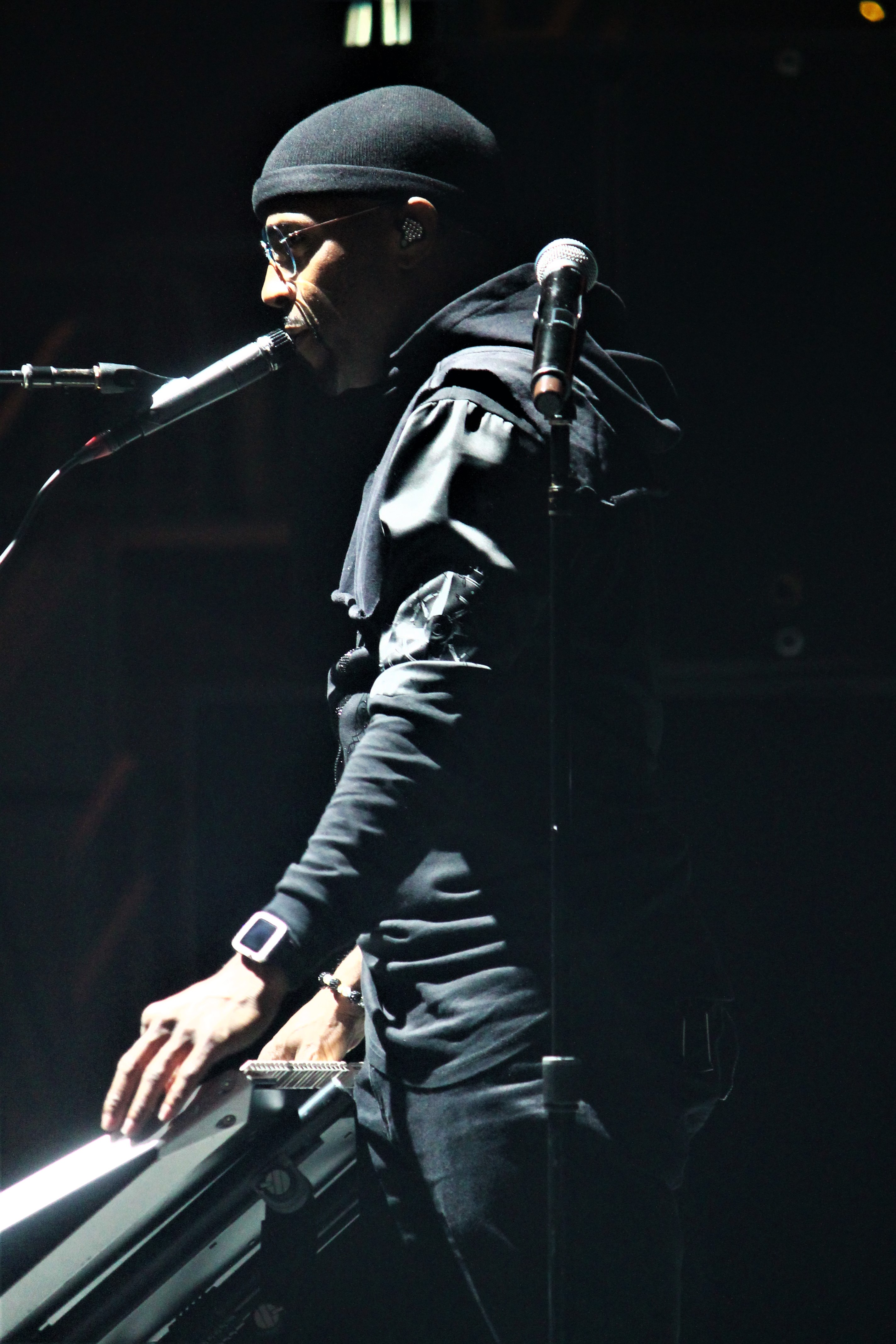
Teddy Riley foi responsável pela adição de Talkbox em "When You Touch Me".

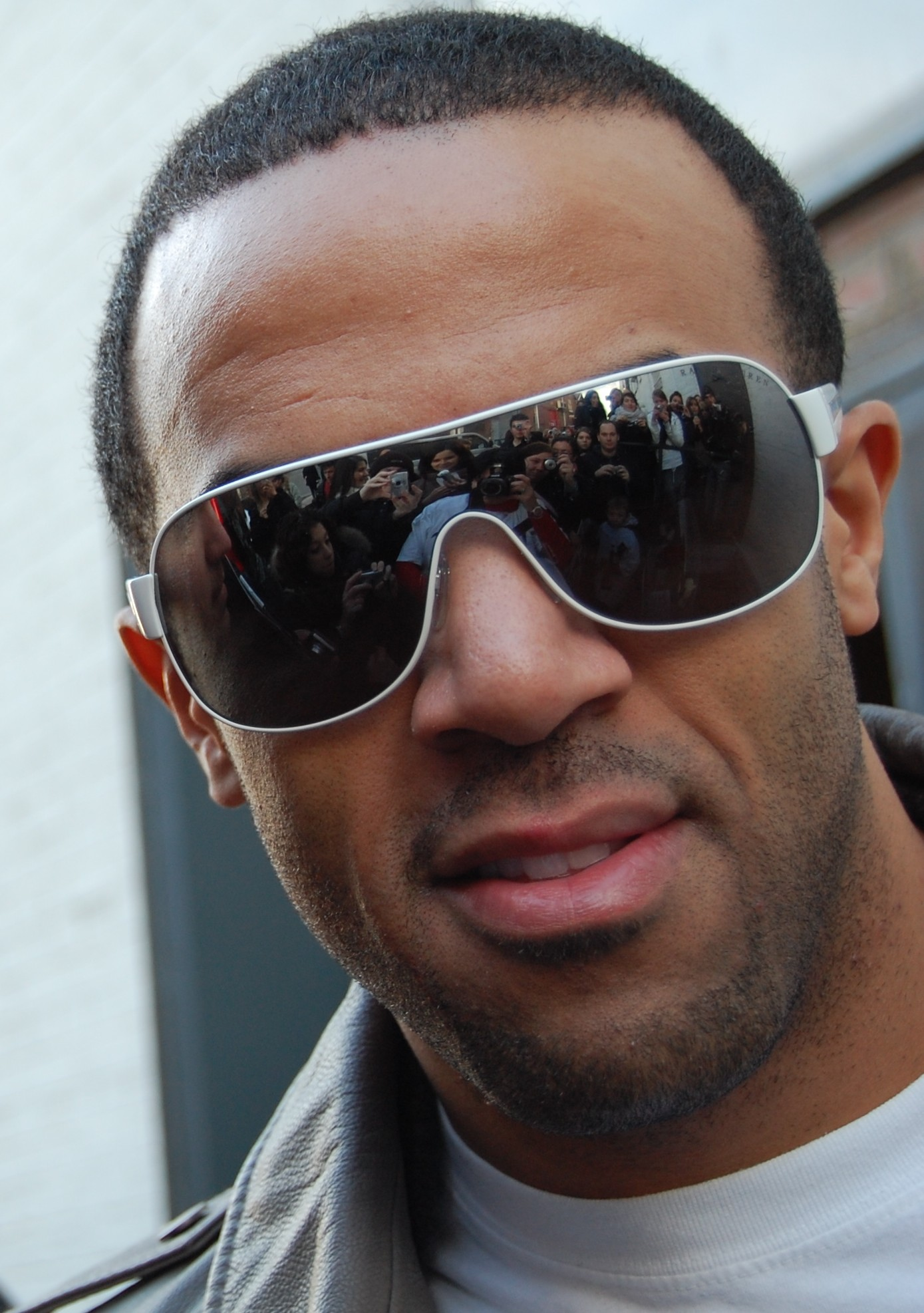
Craig David foi um dos artistas por detrás da inspiração para a produção de "All in Me".

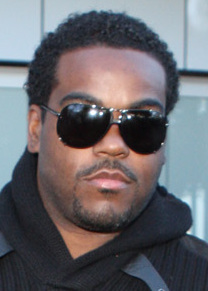
Rodney "Darkchild" Jerkins foi o produtor executivo e maior contribuinte na produção musical de Full Moon.

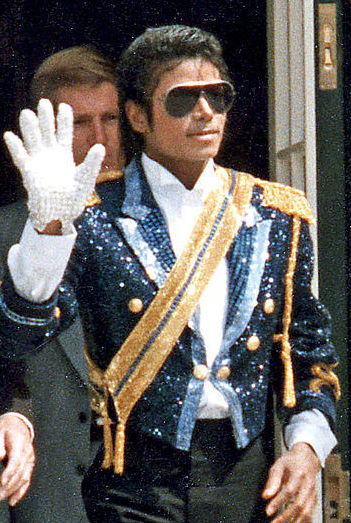
"It's Not Worth It" foi construída em torno de vocais anteriormente gravados por Michael Jackson.

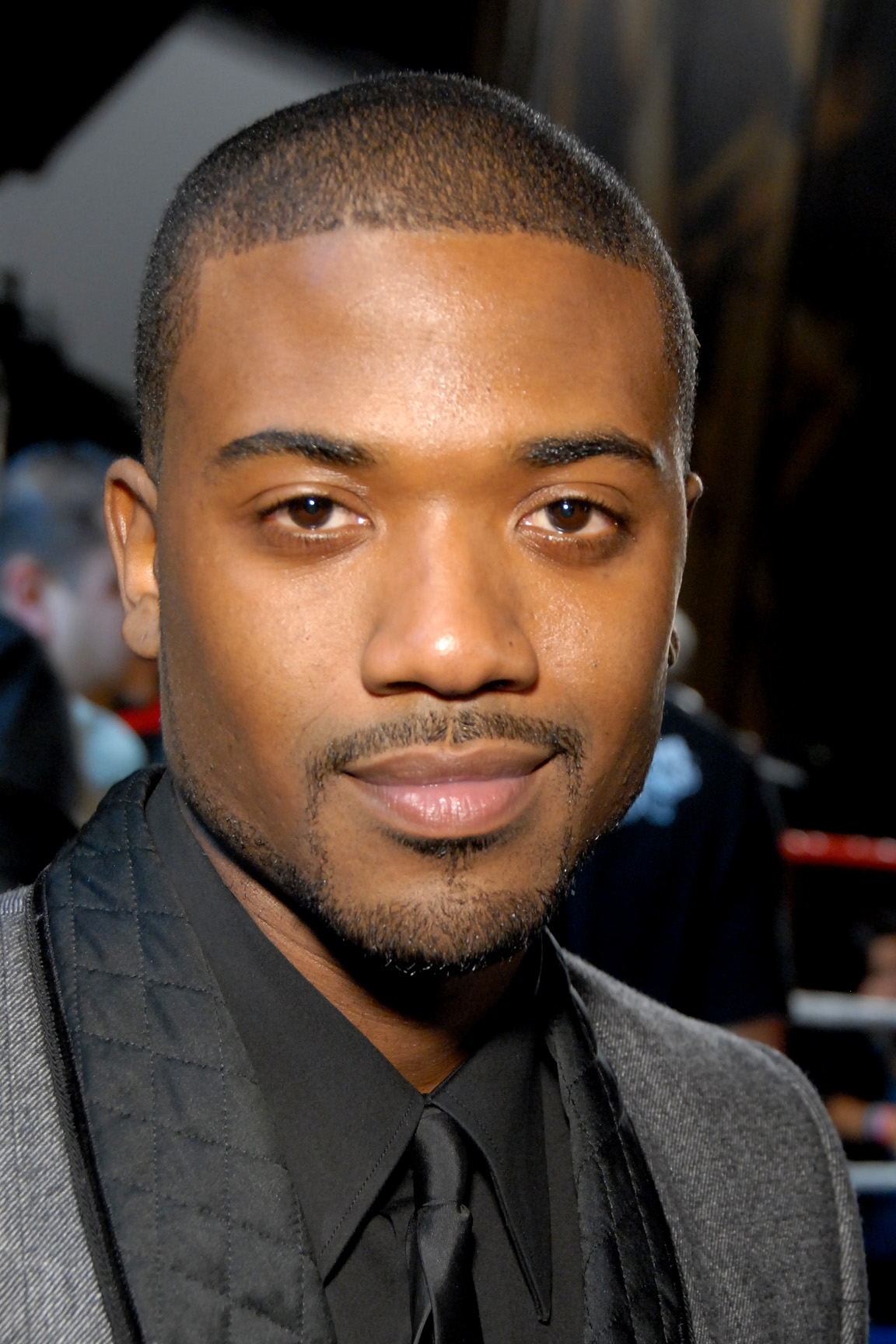
Ray J, irmão de Norwood gravou dois duetos para Full Moon. Além disso, gravou vocais de apoio para algumas canções.

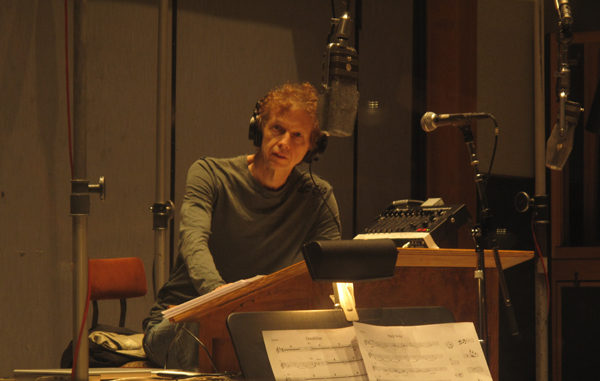
Os instrumentos de corda audíveis em "Love Wouldn't Count Me Out" foram arranjados por David Campbell.

Como Norwood se encontrava em um relacionamento amoroso no momento da produção do disco, o conteúdo lírico do mesmo centrou-se em sentimentos sensuais e de frustração de uma protagonista para com o seu amante. "Estas canções foram seleccionadas com base nas minhas próprias experiências pessoais e nas de amigos, parentes e gente que me rodeia," afirmou ela. Como resultado, Full Moon foi considerado o álbum mais íntimo da artista até ao seu momento de lançamento. "Antes eu não sabia quem eu realmente era ou do que eu gostava de fazer ou [até mesmo] compreender o amor que eu sentia por música. Eu acho que, neste álbum, você pode notar através dos vocais e pela criatividade que [ele] é diferente. É porque estou mais conectada a mim [mesma] agora, então posso trazer a mim para a minha música."

### Faixas 1—6
Full Moon abre com "B Rocka Intro", interlúdio no qual podem ser ouvidos trechos de "What About Us?", tema com o qual tem produção similar, e é ainda apresentada a alcunha "B Rocka", atribuída à artista por Darkchild enquanto trabalhavam no disco. Por sua vez, o produtor também canta na faixa e faz menções a si mesmo. Após Norwood dizer "this is real serious right here, we ain't playin'", a faixa-título do projecto se inicia. Esta foi uma de duas gravadas no estúdio Record Plant em Los Angeles e foi a única conribuição de Mike City para o álbum. Musicalmente, é uma obra contemporânea urbana de ritmo acelerado com instrumentação dominada por piano. "... é pop e R&B ao mesmo tempo, [mas] tem muitos elementos nela," afirmou Norwood. As suas letras lidam com o amor à primeira vista em uma noite de lua cheia. A vocalista canta sobre estar fascinada pela presença de um estranho em uma discoteca que visita frequentemente: "Since you walked up in the club / I've been giving you the eye". Ela então o persegue pelo lugar, sugerindo que a força gravitacional da lua cheia tenha provocado este lado carnal normalmente não demonstrado por si, à medida que canta "Must be a full moon / Feel like one of those nights."
"No meio da canção entramos neste groove de 2-step. Eu fui para Londres e ouvia toda esta música de 2-step e fiquei tipo, 'Isto está a bater aqui.' Nem sequer tinha sido lançado [nos Estados Unidos], depois de alguns meses Craig David apareceu e [o som] explodiu. Eu queria incorporar isso algures sem exagerá-lo, então pus isso no meio da canção."
— O produtor Darkchild a falar sobre a secção de 2-step inclusa em "All in Me".
"Full Moon" termina com uma chamada telefónica recebida por Norwood de Darkchild, na qual faz-la ouvir uma nova canção produzida por si, "I Thought", uma obra sobre empoderamento feminino que apresenta linhas do baixo típicas de música electrónica e bateria "crocante" na sua instrumentação, factos que "distanciam[-na] do som tradicional de R&B e propulsionam-na para uma nova arena," segundo o analista musical Christian Hopwood do portal BBC Music. Ray J gravou vocais de apoio em "I Thought", canção descrita por Darkchild como um "hino [e] o inverso de 'The Boy Is Mine'". Anos após o lançamento do álbum, o produtor afirmou que veio a escrever e compor "Second Thought", uma suposta continuação de "I Thought"; contudo, os planos para que fosse gravada por Norwood foram abandonados por motivos não revelados, e ele jamais a mostrou a alguém.
"When You Touch Me", a quarta faixa, é apoiada por "batidas fortes de bateria, caixas côncavas, guitarras e teclas," com a voz da intérprete "brilhando fortemente." É uma balada de ritmo lento que descreve o planeamento de um rendezvous e inclui cordas na sua instrumentação, arranjadas por Jeremy Lubbock e gravadas por John Kurlander. A unidade de efeitos Talkbox, comandada por Teddy Riley, também é audível. A canção número cinco, "Like This", é uma obra "bonita e melódica" guiada por um órgão Wurlitzer — uma adição de Darkchild — que vê a artista a continuar a discutir os seus desejos íntimos com o seu amante enquanto o instruiu sobre como deseja ser sexualmente satisfeita. Um piano eléctrico é também audível, assim como um violino. "Like This" termina com um efeito de transição electrónico que dá início a "All in Me", um tema "ensolarado" que "roda uma linha em espiral de batidas stacatto, carrilhões de orquestra e cordas." Nele, Norwood implora ao seu amante para que deposite toda a sua fé e amor nela, prometendo providenciar tudo que ele possa vir a necessitar: "Let me be the one you turn to when there's pain / Baby, I will take it all the way / Hide in me, I'll be your secret place." A canção contém uma secção groove de 2-step na metade, uma adição de Darkchild inspirada por uma apresentação em Londres, cidade onde ouviu a trabalhos de artistas como Craig David, Artful Dodger e Miss Teeq. A ponte de "All in Me" recebeu comparações com a de "Thong Song" (2000), êxito internacional do cantor norte-americano Sisqó.

### Faixas 7—11
A única contribuição de Keith Crouch em Full Moon, músico com quem Norwood não trabalhava desde o seu álbum de estreia em 1994, "Apart" é uma faixa "pop graciosa" através da qual a protagonista descreve um cenário no qual o homem por quem ela se dedica não expressa gratidão nem reserva um pouco do seu tempo para estar consigo, o que a deixa confusa e, ultimamente, toma a decisão de se separar, cantando: "I never do anything that pleases you / So maybe we are better off apart / I don't wanna argue anymore." Gravada em dois estúdios em Los Angeles, foi co-produzida por Kamillion e co-composta com Kenisha Pratt, com quem Crouch tratou ainda dos arranjos vocais, fazendo desta uma das poucas músicas do disco na qual os arranjos não ficaram sob responsabilidade de Norwood. Como resultado, passou por gravação adicional em Nova Iorque, sob engenharia acústica de Ted Regier e mistura no estúdio Larrabee North em Burbank. Crouch foi responsável por todos os instrumentos ouvidos na faixa, à excepção da guitarra, tocada por John "Jubu" Smith. "Apart" distingue-se das outras faixas por conter elementos como break e uma secção B, ambos segmentos musicalmente diferentes que contêm acordes dessemelhantes.
"Eu disse a eles [LaShawn Daniels, Nora Payne e Kenisha Pratt] sobre o que eu queria falar. 'Esta é uma faixa agressiva, é fogosa, é sensual. Eu quero cantar sobre algo que é sensual e fogoso.' Eu revisitei o meu passado na minha mente e, assim, disse a eles sobre o que eu queria falar. [...] Isto é exactamente o que a indústria [musical] necessita. Nós talvez podemos mudar o jogo com isto."
— Comentário de Norwood sobre a concepção de "What About Us?".
Concebidas e engendradas por Darkchild em Pleasantville, Nova Jérsia, que ainda foi responsável pela música, "Can We" e "What About Us?" são sonoramente similares, com ambas usando edição digital de Pro Tools. Todavia, diferem na letra; enquanto a primeira vê a protagonista a pedir ao amante para que juntos trabalhem na sua relação pois são pessoas com defeitos a tentarem dar o melhor de si, a segunda é sobre "estar em uma relação que já não funciona mais," com a protagonista a questionar sobre tudo pelo qual passaram: "Thought that you'd be all I need / What happened to promises? / Said that you were a better man / Your words have no weight with me." Além disso, Ray J gravou vocais de apoio para "Can We", faixa na qual Alexander Greggs, editor de todos efeitos digitais e ainda de Pro Tools, recebeu crédito de letrista.
"What About Us?" foi uma de duas faixas nas quais Darkchild estava a trabalhar enquanto colocava os toques finais de Full Moon em Los Angeles. O seu desenvolvimento foi motivado pelo desejo de Norwood de experimentar algo diferente com "uma faixa de empoderamento feminino para os adultos e sensuais." Após reproduzi-la para a cantora pela primeira vez, esta ficou entusiasmada e pediu-lhe para guardar a "faixa agressiva de alta tecnologia fora do padrão" para o álbum: "Eu fiquei do tipo 'Oh meu Deus, Rodney, é esta!" disse ela em entrevista à MTV. Eventualmente, Norwood consultou Daniels, Payne e Pratt para que reescrevessem várias letras na canção. A produção do tema foi comparada a trabalhos de Janet Jackson e Blackstreet lançados ao longo da década de 1990, enquanto o gancho "maravilhoso" e linha do baixo "polida" foram colocadas em pé de igualdade com 'I'm A Slave 4 U', produzida por The Neptunes para Britney Spears.
As faixas seguintes são "Anybody", na qual Norwood tenta fazer funcionar um relacionamento bastante tumultuoso e não se acha propriamente preparada para anunciá-la publicamente, pelo que pede ao amante para que a mantenha apenas entre eles os dois; e "Nothing", na qual a protagonista, sem se importar com opiniões alheias, implora ao seu ex-namorado para que volte com ela, pois ela se sente como nada sem a sua presença. O violoncelo incluso em "Anybody" foi tocado pelo instrumentista Larry Gold, e o violino por John Kimbo. A bateria da canção passou por um processo de overdubbing por Gerald Hayward no estúdio DarkChild em Pleasantville. Por sua vez, "Nothing", gravada no The Studio em Filadélfia e misturada no estúdio Pacifique, foi o único tema do disco produzido por Uncle Freddie. Além disso, juntamente com "When You Touch Me", são as únicas canções do álbum que possuem interlúdio de spoken word antes da batida começar, e ambas foram apontadas por Norwood como faixas favoritas da sua carreira.

### Faixas 12—16
"It's Not Worth It", a décima segunda faixa, coloca Norwood na tentativa de manter a sua relação em termos correctos após esta se ter deteriorado em escombros, embora o seu amante não tenha mais interesse em prosseguir com a relação. Foi inicialmente concebida em 1999 no período em que Darkchild trabalhava com Michael Jackson em Invincible (2001), álbum de estúdio final deste último no qual Norwood contribuiu com vocais de apoio na faixa "Unbreakable". Darkchild construiu a batida para "It's Not Worth It" em torno de vocais preexistentes de Jackson, que podem ser audíveis no pano de fundo. "Angel in Disguise" (1998), faixa co-composta e co-produzida por Darkchild e gravada por Norwood para Never Say Never, foi usada como interpolação em "It's Not Worth It". As cordas usadas em "It's Not Worth It" foram arranjadas por Lubbock, editadas digitalmente por Thomas Graham e gravadas por John Kurlander. O som da guitarra também é audível no tema.
"He Is" foi concebida ao longo do primeiro mês de trabalho em Full Moon, tempo no qual Baby Dubb, Lilly e Norwood tiveram diversas conversas acerca de espiritualidade, conversas estas que eventualmente culminaram nos dois primeiros a proporem uma canção com temática religiosa à vocalista, que prontamente se recusou a gravar. Entretanto, determinado em fazer a artista a incluir uma faixa gospel no disco, Dubb convenceu Lilly a engendrar uma obra que pudesse abordar Deus discretamente na terceira pessoa. Embora mais tarde a artista se tenha juntado à dupla para adicionar letras no tema, ambos mantiveram o significado inicial da canção um segredo até ao seu lançamento. Em uma entrevista para o Yahoo! Music em Agosto de 2002, Dubb revelou: "Eu nunca contei [à Brandy]. Ela ainda não sabe. Ela pensa que é sobre [dar] parto. E eu queria que ela cantasse como se fosse sobre [dar] parto. Foi isso que lhe deu aquele empurrão. Creio que ela já tenha desvendado [o significado] agora." Inclusa no alinhamento de faixas do disco como a décima terceira faixa, "He Is" teve os vocais arranjados por ambos Dubb e Norwood, que ainda co-produziram o tema. Dubb foi responsável ainda por tocar todos os instrumentos, à excepção das cordas, tocadas por uma orquestra de 26 pessoas, inclusive Benjamin F. Wright, Jr., responsável também pelos arranjos.
"Come a Little Closer" surgiu após Norwood ser apresentada por Darkchild ao compositor Stuart Brawley, um colaborador frequente de Jackson que trabalhou em Invincible como engenheiro acústico, bem como assumindo outras funções. A balada pop "suave" foi originalmente escrita para o álbum Celebrity (2001) do grupo masculino NSYNC, mas acabou por ser gravada mais tarde pelo grupo canadiano I.D. sob o título "Make It Last Forever", sendo inclusa no seu álbum de estreia Identically Different (2001). À convite de Darkchild, Brawley juntou-se ao músico Jason Derlatka para que juntos trabalhassem em uma canção para Full Moon, na qual escreveram a letra, compuseram a música e co-produziram com Darkchild. A faixa foi gravada em Los Angeles e Miami por Paul Foley, com Derlatka ficando encarregue ainda da programação instrumental e piano, e Brawley da programação adicional e engenharia. Co-composta por Norwood e gravada no estúdio Record One em Sherman Oaks, "Love Wouldn't Count Me Out" vê a protagonista a lamentar pelo amante que, embora tenha feito várias promessas amorosas, se revelou desonesto com ela: "It used to be that / You couldn't live without me / But now you think you're better without me / So now it's over." A sua instrumentação contém piano, bateria e cordas, estas últimas arranjadas pelo compositor canadiano David Campbell. "Wow", estilizada com letras maiúsculas, é a faixa de encerramento da versão padrão de Full Moon. Co-composta e co-produzida por Big Bert, que adicionou um groove "ensolarado", o tema serve como um "hino da relação deles e uma faixa genuinamente inspiradora".

### Faixas bónus
Duas faixas bónus, ambas versões cover de êxitos de outros artistas gravadas como duetos com Ray J, foram adicionadas a diferentes lançamentos de Full Moon: "Another Day in Paradise" em mercados internacionais diversos; e "Die Without You", regravação do tema original gravado por P.M. Dawn para a banda sonora do filme Boomerang (1992), na América do Norte. "I Wanna Fall in Love", uma terceira faixa bónus composta e produzida por Darkchild, foi inclusa juntamente com "Another Day in Paradise" no lançamento do disco na Oceania e no Japão.

## Recepção crítica
| Críticas profissionais        | Críticas profissionais |
| Pontuações agregadas          | Pontuações agregadas   |
| Fonte                         | Avaliação              |
| ----------------------------- | ---------------------- |
| Metacritic                    | 60/100                 |
| Avaliações da crítica         |                        |
| Fonte                         | Avaliação              |
| AllMusic                      | [ 78 ]                 |
| Entertainment Weekly          | A-                     |
| The Guardian                  | [ 68 ]                 |
| NME                           | 4/10                   |
| PopMatters                    | A+                     |
| Q                             | [ 80 ]                 |
| Robert Christgau              | [ 81 ]                 |
| Rolling Stone                 | [ 51 ]                 |
| The Rolling Stone Album Guide | [ 82 ]                 |
| Slant Magazine                | [ 55 ]                 |

Em geral, Full Moon deixou os críticos especialistas em música contemporânea divididos. A produção futurística electrónica comandada por Darkchild associada aos vocais ousados da vocalista, creditados por conseguirem demonstrar a sua versatilidade artística, bem como as técnicas inéditas de ambos, foram todas aplaudidas por alguns analistas. Das faixas de ritmo acelerado, "What About Us?" foi destacada como o ponto mais alto. Entretanto, outros revelaram dessatisfação para com o projecto como um todo, descrevendo-o como "formulaico" e ultimamente descartando-o como um "caso relativamente guiado-por-números." Além disso, o material do disco foi condenado por ser difícil de diferenciar, e aspectos como a sonoridade e as letras foram considerados "desapontantes". Não obstante, o amadurecimento da artista foi comparado ao de Janet Jackson em Control (1986), seu terceiro trabalho de estúdio.
O Metacritic, um sítio musical que atribui uma classificação normalizada de cem a opiniões críticas, atribuiu ao projecto uma pontuação média de sessenta — o que indica "em geral, opiniões favoráveis" — com base em dez avaliações, das quais três foram positivas e sete mistas. O portal Album of the Year atribuiu ao disco a pontuação de percentual de 62 com base em seis análises, enquanto o crítico musical Robert Christgau deu ao disco a avaliação de "dud" que, segundo o seu guia de consumidor, significa "um disco mau cujos detalhes raramente são dignos de reflexão adicional. Em um nível popular, pode até ser superestimado, desapontante, ou fastidioso. Em um nível mais artístico, pode ser descartável."
Na sua análise publicada pelo jornal britânico The Guardian, John Aizlewood considerou o trabalho de Darkchild em Full Moon, o qual avaliou com três estrelas de um máximo de cinco, melhor que em Invincible e seleccionou "All in Me" como um destaque. Porém, achou o álbum muito longo e lânguido, criticando a vocalista por depender demasiado no produtor, sem o qual acaba por "cambalear facilmente." Um editor da revista londrina Uncut igualmente criticou Darkchild por dar a Brandy material repleto de "truques velhos e baladas desanimadoras e sacarinas." Devon Thomas, para o jornal universitário The Michigan Daily, ficou desapontado com o resultado final, atribuindo duas estrelas e meia de um máximo de cinco, escrevendo: "fortemente guiado por produtores, o álbum segue a fórmula que catapultou o seu segundo álbum [de estúdio] para o estatuto de platina-múltipla. A tradição (ou condição) continua no seu acompanhamento, [que] exibe a mesma produção antiga de Jerkins ouvida por vezes sem conta no passado, apenas ligeiramente alterada (ou 'actualizada') e equipada." Mostrando descontentamento para com os projectos de R&B em geral, Thomas argumentou: "Sabemos que será mais um êxito, [...] mas será que este álbum será incluído em alguma lista de 'Melhor da Década'? Altamente improvável!".

"... Full Moon é a perfeita metáfora para a sua [Brandy] transformação. Aparenta ser o apogeu do amadurecimento de Brandy como uma artista e como uma mulher e, enquanto ela assume a sua feminilidade, o seu terceiro lançamento prova que podem haver poucas coisas tão impressionantes de ouvir como uma mulher a se tornar a si mesma. Mais importantemente, nenhuma mulher é perfeita, mas algumas de nós estamos a tentar muito duro para chegar lá, e Brandy recebe um A+ pela sua dedicação, mesmo se Full Moon não seja merecedor dessa avaliação."

— A analista musical J. Victoria Sanders na sua avaliação de Full Moon para a revista electrónica internacional PopMatters.
Arion Berger, escrevendo para a revista musical Rolling Stone, atribuiu duas estrelas de um máximo de cinco e escreveu que "apesar de todo o seu esforço, os vocais novos e melhorados da pobre Brandy podiam ser confundidos por de qualquer outra artista. ... o resto deste projecto interminável é desvairado, sem personalidade, R&B sensual falso." Por outro lado, Piers Martin, editor da revista NME, notou que embora a vocalista tenha estado em "boa forma ao longo do disco," descreveu-o como um "balde de imundície" no qual Norwood "canta coisas íntimas e murmura doçuras para qualquer pessoa louca o suficiente para escutar. [...] É demais". Joanna Leung, para o jornal local Orlando Sentinel, revelou ter se sentido "desapontada" com o projecto "não muito agradável" de Norwood, descrito por si como "insuficiente para mantê-la na ribalta. O seu estilo musical anterior era melhor adequado para as suas capacidades vocais. Brandy pode ser talentosa, mas carece uma voz super-potente que merece atenção. O seu alcance vocal é limitado, o que diminui o impacto de Full Moon." Segundo Leung, apenas "When You Touch Me", "Nothing" e "Come a Little Closer" merecem atenção especial pois apenas nelas é possível distinguir as estrofes dos refrães e das pontes, e "a música é dirigida por instrumentos ao invés de batidas infinitas." Embora tenha criticado a monotonia do disco na sua análise para o portal AllMusic, na qual atribuiu quatro estrelas de um máximo de cinco, Stephen Thomas Erlewine achou que Full Moon "é um pouco mais maduro e consistente que os seus álbuns anteriores, mas cada passo parece ser cauteloso e calculado," concluindo que o projecto alcandora-se perfeitamente e em partes iguais entre o interessante e o mundano.
Entretanto, houve alguns analistas que fizeram críticas positivas, tais como Craig Seymour, para a revista Entertainment Weekly, que atribuiu ao disco a avaliação de A-, e Sal Cinquemani, editor da revista digital de entretenimento Slant, que atribuiu três estrelas de um máximo de cinco e viu a maior parte de Full Moon como um álbum "certamente inovador que eleva o tipo de R&B excessivamente emocional típico de Brandy para um horizonte novo e mais ousado." J. Victoria Sanders, para a revista electrónica internacional PopMatters, atribuiu a avaliação de A+, de uma escala de A à F, aplaudindo a transformação da artista e o seu desempenho vocal, opinando que "não só o seu [registro] alto domina a música simples com perfeição, mas a melodia cadenciada da sua voz igualmente ofusca letras genéricas e salva as canções da mediocridade." Ela elogiou ainda a capacidade de Norwood de "transformar uma mera canção em uma experiência" e apontou "He Is" como a faixa mais forte do disco. Reuben Dessay, para a publicação francesa da página da Amazon.com, aplaudiu o álbum pelas suas canções "tão boas como sempre" e comparou a produção de Darkchild ao som da cantora norte-americana Aaliyah.

## Impacto e legado
"Brandy construiu o seu estrelato com apenas alguns singles lançados no momento certo, mas ela nunca realmente nos trouxe um álbum que fez justiça à sua capacidade de vocalista. Full Moon, o seu terceiro álbum, é o que chega mais perto de ser um álbum completamente desenvolvido e bem equilibrado, bem como estabelecedor da sua personalidade como cantora. Com isso não quero dizer que este álbum é tão ferozmente independente ou aventureiro quanto o último álbum de Aaliyah, ou até mesmo trabalhos de Blu Cantrell e LeToya, mas é o álbum mais seguro e arriscado que Brandy já gravou, o tal que sugere que ela é mais do que apenas uma personalidade jovem simpática que é tão efectiva nas suas obras musicais como nos telefilmes em que aparece."

— O analista musical Stephen Thomas Erlewine para o portal AllMusic.
Apesar da recepção crítica negativa inicialmente obtida pelo álbum, ele recebeu uma nomeação na categoria "Melhor Álbum de R&B Contemporâneo" na 45.ª cerimónia anual dos prémios Grammy, decorrida na noite de 23 de Fevereiro de 2003. Todavia, perdeu para o álbum de estreia auto-intitulado da cantora Ashanti.
Não obstante, com o passar do tempo, Full Moon foi colhendo reconhecimento retrospectivo por músicos, vocalistas e produtores musicais, particularmente dentro dos géneros R&B contemporâneo e gospel contemporâneo urbano. O disco é creditado por "ter dado continuação à progressão artística de Norwood e ter introduzido uma nova faceta sua, destruindo a imagem de adolescente em troca de uma de mulher crescida." "Brandy abandonou a imagem antiga para apresentar com sucesso uma nova completamente desenvolvida. Já não usava mais as tranças em caixa de assinatura nem carregava a imagem de rapariga-da-porta-ao-lado, a cantora de 'Have You Ever?' regressou em 2002 com cabelo liso longo e lustroso com maquilhagem pesada, adicionando maneirismos quentes e abafadiços à sua música em canções como 'Like This' e 'Come a Little Closer'," escreveu o analista musical Khaliq Crowder em uma análise retrospectiva publicada no blogue Leeky Crowder.
Full Moon é frequentemente citado como fonte de inspiração por vários cantantes devido aos vocais distintos e arranjos de Norwood; estes dois factores contribuíram para a atribuição da alcunha "bíblia vocal" à cantora. Dentre os artistas que citaram o disco como inspiração, estão Chris Brown, Solange, Kierra Sheard, Keke Palmer, Tasha Scott, Mary Mary, Hope Tala, JoJo, Jazmine Sullivan, entre outros. A cantora de R&B Lil' Mo afirmou que não há nenhuma canção no álbum que ela salta, enquanto Kelly Price revelou que "Love Wouldn’t Count Me Out" é a sua faixa favorita de Norwood. O compositor norte-americano Sean Garrett apontou o trabalho vocal da cantora como decisora da estratégia a ser abordada nos trabalhos que compõe. "Eu levo muito do que [Brandy] e Rodney fizeram no álbum Full Moon. Estava extremamente impressionado com ele e tento sempre fazer melhor que aquele álbum," declarou Garrett. O vocalista Joe admitiu que após ouvir o trabalho vocal de Norwood tomou a decisão de convidá-la a participar em uma canção na qual estava a trabalhar naquele momento, intitulada "Date Night"; porém, tal nunca se concretizou.

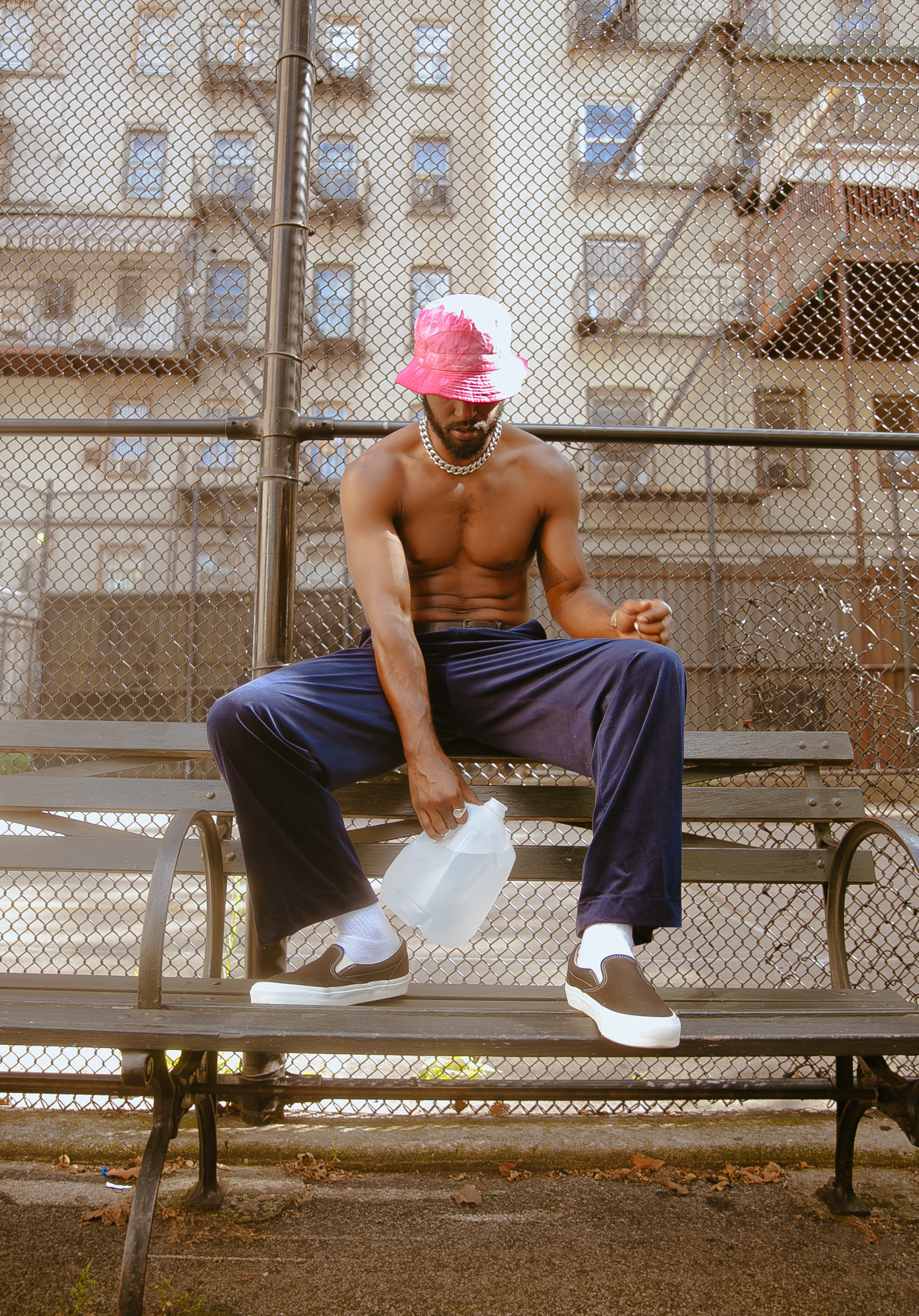
O cantor norte-americano Luke James descreveu Full Moon como a "bíblia" do R&B contemporâneo da década de 2000, chamando-o de "o diagrama sobre como fazer vocais."

O cantor-compositor e instrumentista B.Slade comentou que Full Moon, por conta própria, foi responsável por alterar o cenário vocal: "Foi o escantilhão para escolhas vocais e arranjos de vocais de apoio [por anos]." A cantora de R&B Melanie Fiona revelou admiração especial pelo trabalho de Norwood no álbum, chamando-a de "Rainha das Harmonias". A artista de neo soul India Arie faz menção ao álbum com frequência, mostrando apreço específico por "He Is", vista por si como um modelo seguido por uma grande variedade de cantores. A canadiana Keshia Chanté destacou o disco por lhe ter inspirado enquanto compunha os temas de Night & Day (2011), seu terceiro álbum de estúdio, enquanto o cantor norte-americano Luke James descreveu-o como a "bíblia" do R&B contemporâneo da década de 2000, chamando-o de "o diagrama sobre como fazer vocais." Daley, cantor britânico de música soul, incluiu uma versão cover de "When You Touch Me" no alinhamento de faixas da sua digressão Daley, Unplugged (2014). Esta canção recebeu ainda um outro tributo pela cantora gospel Y'Anna Crawley, que fez uma interpretação ao vivo enquanto participava do programa de televisão Sunday Best, e mais um pelo músico britânico Angel, que a usou como amostra em "Brandy" (2019), tema com participação de Chaz Marcus. Rüdiger Skoczowsky, cantor alemão de música pop que cita Norwood como uma das suas inspirações vocais, incluiu uma versão cover de "Love Wouldn't Count Me Out" em alguns dos seus concertos ao vivo. A cantora cabo-verdiana Neuza usou uma interpolação de "Wow" na faixa "I Love You", inclusa no seu álbum Sonho (2008).
O músico PJ Morton, tecladista do grupo norte-americano Maroon 5, participou de um episódio do programa de rádio Heat Rocks a 29 de Março de 2018, no qual abordou a sua apreciação pelo trabalho de Norwood em Full Moon. Algum do material incluso em When I Get Home (2019), quarto álbum de estúdio de Solange, foi comparado à produção de Full Moon, inclusive a faixa "Jerrod". Quando entrevistada em Fevereiro de 2016, Norwood afirmou que o seu desejo com Full Moon era de "ir ainda mais além vocal e sonoramente. Eu apenas queria que tudo soasse novo e original e, tal como você disse, inovador que fizesse as pessoas enlouquecer. A música fez-nos baratinar e nós sabíamos que, se nos fez baratinar, então faria com que todo o mundo conseguisse se relacionar com ele, amá-lo, e necessitá-lo. Eu precisava daquela [tipo de] música. Eu precisava do que nós fizemos. Eu precisava do estúdio. Eu precisava ouvir aquilo. Foi uma experiência incrível, e o cenário musical não voltou a se fazer sentir assim por um tempo longo após aquele." Em Abril de 2019, o portal musical Soul in Stereo colocou Full Moon no segundo lugar da lista dos seis melhores álbuns de Norwood, compilada por Edward Bowser.
O portal musical The Fader publicou uma lista das quatorze melhores canções de Norwood em Janeiro de 2013, na qual "Like This", "All in Me", "Come a Little Closer" e "When You Touch Me" foram inclusas. Em Março de 2020, a revista Vibe publicou uma lista similar de quinze canções, na qual "Full Moon" e "What About Us?" apareceram nos números sete e dez, respectivamente.

## Alinhamento de faixas
Toda música composta por Rodney "Darkchild" Jerkins, excepto onde anotado. Toda a produção lidada por Darkchild, Brandy e LaShawn "Big Shiz" Daniels, excepto onde anotado.
| Full Moon      |                              |                                                                          |                              |                                               |         |  |
| N.º            | Título                       | Letras                                                                   | Música                       | Produtor(es)                                  | Duração |  |
| 1.             | "B Rocka Intro"              | LaShawn Daniels Fred Jerkins III Rodney Jerkins Nora Payne Kenisha Pratt |                              |                                               | 1:19    |  |
| 2.             | "Full Moon"                  | Michael Flowers                                                          | M. Flowers                   | Mike City Brandy [ n 1 ]                      | 4:08    |  |
| 3.             | "I Thought"                  | L. Daniels F. Jerkins III R. Jerkins                                     |                              |                                               | 4:29    |  |
| 4.             | "When You Touch Me"          | R. Jerkins N. Payne K. Pratt Robert Smith                                | R. Smith R. Jerkins          | Darkchild Big Bert                            | 5:42    |  |
| 5.             | "Like This"                  | Brandy Norwood L. Daniels F. Jerkins III R. Jerkins                      | R. Smith R. Jerkins          |                                               | 4:32    |  |
| 6.             | "All in Me"                  | L. Daniels F. Jerkins III R. Jerkins                                     |                              |                                               | 4:00    |  |
| 7.             | "Apart"                      | Keith Crouch K. Pratt                                                    |                              | K. Crouch Kamillion Brandy Big Shiz [ n 1 ]   | 4:27    |  |
| 8.             | "Can We"                     | A. Greggs R. Jerkins L. Daniels                                          |                              |                                               | 4:43    |  |
| 9.             | "What About Us?"             | L. Daniels R. Jerkins B. Norwood N. Payne K. Pratt                       |                              |                                               | 4:10    |  |
| 10.            | "Anybody"                    | B. Norwood L. Daniels F. Jerkins III R. Jerkins K. Pratt                 |                              |                                               | 4:55    |  |
| 11.            | "Nothing"                    | L. Daniels F. Jerkins III K. Pratt                                       | F. Jerkins III               | Uncle Freddie Brandy [ n 1 ] Big Shiz [ n 1 ] | 4:48    |  |
| 12.            | "It's Not Worth It"          | B. Norwood L. Daniels F. Jerkins III R. Jerkins                          |                              |                                               | 4:23    |  |
| 13.            | "He Is"                      | B. Norwood Warryn Campbell II Harold Lilly, Jr.                          | W. Campbell II H. Lilly, Jr. | Baby Dubb Brandy [ n 1 ]                      | 4:21    |  |
| 14.            | "Come a Little Closer"       | Stuart Brawley Jason Derlatka                                            | S. Brawley J. Derlatka       | S. Brawley J. Derlatka Darkchild              | 4:32    |  |
| 15.            | "Love Wouldn't Count Me Out" | B. Norwood L. Daniels F. Jerkins III Shaon Johnson                       | F. Jerkins III               |                                               | 4:19    |  |
| 16.            | "WOW"                        | L. Daniels N. Payne K. Pratt R. Smith                                    |                              | Big Bert Brandy [ n 1 ] L. Daniels [ n 1 ]    | 4:12    |  |
| Duração total: | Duração total:               | Duração total:                                                           | Duração total:               | Duração total:                                | 73:04   |  |

| Full Moon — Faixas bónus [América do Norte] |                               |                        |                |                                            |         |  |
| N.º                                         | Título                        | Letras                 | Música         | Produtor(es)                               | Duração |  |
| 17.                                         | "Die Without You" (com Ray J) | Attrell Stephen Cordes | R. Smith       | Big Bert Brandy [ n 1 ] L. Daniels [ n 1 ] | 3:56    |  |
| Duração total:                              | Duração total:                | Duração total:         | Duração total: | Duração total:                             | 77:00   |  |

| Full Moon — Faixas bónus [Internacional] |                                       |                |                |                |         |  |
| N.º                                      | Título                                | Letras         | Música         | Produtor(es)   | Duração |  |
| 17.                                      | "Another Day in Paradise" (com Ray J) | Phil Collins   | P. Collins     | Guy Roche      | 4:32    |  |
| Duração total:                           | Duração total:                        | Duração total: | Duração total: | Duração total: | 77:36   |  |

| Full Moon — Faixas bónus [Oceania] |                                       |                                           |                |                |         |  |
| N.º                                | Título                                | Letras                                    | Música         | Produtor(es)   | Duração |  |
| 17.                                | "Another Day in Paradise" (com Ray J) | P. Collins                                | P. Collins     | G. Roche       | 4:32    |  |
| 18.                                | "I Wanna Fall in Love"                | L. Daniels R. Jerkins B. Norwood K. Pratt |                |                | 3:52    |  |
| Duração total:                     | Duração total:                        | Duração total:                            | Duração total: | Duração total: | 81:28   |  |

| Full Moon — Faixas bónus [Japão] |                                       |                                           |                |                                                          |         |  |
| N.º                              | Título                                | Letras                                    | Música         | Produtor(es)                                             | Duração |  |
| 17.                              | "Another Day in Paradise" (com Ray J) | P. Collins                                | P. Collins     | G. Roche                                                 | 4:32    |  |
| 18.                              | "I Wanna Fall in Love"                | L. Daniels R. Jerkins B. Norwood K. Pratt |                |                                                          | 3:52    |  |
| 19.                              | "Full Moon" (Cutfather & Joe Remix)   | M. Flowers Mich Hansen Joseph Cartagena   | M. Flowers     | M. City Brandy [ n 1 ] Cutfather [ n 2 ] Fat Joe [ n 2 ] | 4:08    |  |
| Duração total:                   | Duração total:                        | Duração total:                            | Duração total: | Duração total:                                           | 85:36   |  |

1. 1 2 3 4 5 6 7 8 9 10 11 12  Denota apenas produtor vocal
2. 1 2  Denota apenas produtor adicional

Amostras
- "It's Not Worth It" contém uma interpolação de "Angel in Disguise" (1998), gravada por Brandy.[72]

## Créditos e pessoal
Os créditos seguintes foram adaptados do encarte do álbum Full Moon (2002):
| Locais de gravação - Burbank, Califórnia: O'Henry Sound; - Filadélfia, Pensilvânia: The Studio; - Los Angeles, Califórnia: Human Rhythm · Record Plant · Studio C; - Miami, Flórida: The Hit Factory Criteria; - Norte de Hollywood, Califórnia: O-Henry; - Nova Iorque, Nova Iorque: The Hit Factory; - Orlando, Flórida: 2nd Floor Recording; - Pleasantville, Nova Jérsia: DarkChild; - Sherman Oaks, Califórnia: Record One; - West Hills, Califórnia: Hartman Way. | Masterização - Edgewater, Nova Jérsia: Sterling Sound. Mistura - Burbank, Califórnia: The Enterprise; - Los Angeles, Califórnia: Record Plant; - Miami, Flórida: The Hit Factory Criteria; - Norte de Hollywood, Califórnia: Larrabee Sound · Pacifique | Engenharia acústica - Los Angeles, Califórnia: Record Plant; - Miami, Flórida: The Hit Factory Criteria; - Nova Iorque, Nova Iorque: The Hit Factory; - Orlando, Flórida: 2nd Floor Recording; - Pleasantville, Nova Jérsia: DarkChild. |

Pessoal
| - Lori Andrews — cordas - Kristen M. Autry — cordas - Marc Baptiste — fotografia (capa) - Sonja Bates-Norwood — gerência (para Norwood & Norwood, Inc.) - Catherine A. Cavella — cordas - Catherine Chan Biagini — cordas - Mark Breitenbach — cordas - Kithe Brewster — estilismo - Thomas Bricker — design, direcção artística - David Campbell — arranjos de cordas, arranjos vocais, direcção de orquestra - Mark J. Casillas — cordas - Jeffrey L. Corwin — cordas - Keith Crouch — todos instrumentos (7), letras, arranjos vocais, engenharia acústica, produção - LaShwan "Big Shiz" Daniels — todos instrumentos (13), letras, vocais adicionais (6), arranjos vocais - Blake English — guitarra (16), engenharia acústica - Andrew Feigenbaum — coordenação de A&R - Clare Fischer — arranjos de cordas (16) - Larry Gold — arranjos de cordas, direcção de orquestra de cordas (11), violoncelo (10) - Thomas Graham — edição digital de cordas (4) - Edward P. Green III — cordas - Rodney "Darkchild" Jerkins — produção executiva, letras, partitura, mistura, produção - Craig Kallman — A&R, produção executiva - Lilia Kazakova — cordas - Felix Khomutov — cordas - Jeremy Lubbock — arranjos de cordas (2, 12) - Jonathan Mannion — fotografia - Ileathern Marisa McLeod — cordas - Eugene Mechtovich — cordas - Hakop Mekinyan — cordas - Patrick Morgan — cordas - Michele Nardone — cordas - Brandy Norwood — A&R, produção executiva, letras, vocais principais, vocais de apoio, arranjos vocais, produção - William "Ray J" Norwood, Jr. — criação consultiva, órgão Wurltizer, vocais de apoio (2), vocais adicionais (8, 17) - Big Jon Platt — A&R | - Mathew Rolston — fotografia - Craig Rosen — administração de A&R - Robin R. Ross — cordas - Felicia Sandoval — coordenação de A&R - Ron Shapiro — produção executiva - Rea Ann Silva — maquilhagem - James F. Sitterly — cordas - Marston Smith — cordas - Thomas A. Tally — cordas - Jason M. Torreano — cordas - Charles Veal, Jr. — cordas - Zheng Wang — cordas - Joe "Flip" Wilson — órgão (5), piano eléctrico Wurlitzer (5), piano - Benjamin F. Wright, Jr. — cordas, arranjos de cordas (13) - Yi-Huan Zhao — cordas - Tibor Zelig — cordas - Alexander Zhiroff — cordas - Gerald Heyward — bateria ao vivo (12) - Suzie Katayama — direcção de orquestra - John "Jubu" Smith — guitarra (7) - Isaac Phillips — guitarra - Aaron Fishbein — guitarra (12) - Stuart Brawley — piano, letras, engenharia acústica, assistência de programação - John Kimbo — violino (5, 10) - Warryn "Baby Dubb" Campbell II — letras, partitura, produção - Phil Collins — letras - Attrell Stephen Cordes — letras - Jason Derlatka — letras, programação, produção - Michael Flowers — letras, partitura, arranjos vocais - Alexander Greggs — letras, efeitos digitais, Pro Tools - Shaon Johnson — letras - Fred Jerkins III — letras, partitura - Harold Lilly Jr. — letras, partitura - Nora Payne — letras - Kenisha Pratt — letras, arranjos vocais | - Robert "Big Bert" Smith — letras, partitura, mistura - Michael Jackson — vocais adicionais (12) - Sandra Campbell — coordenação de projecto - Felicia Sandoval — coordenação de projecto - Paul Cruz — edição digital - Paul Foley — engenharia acústica, engenharia de gravação adicional, gravação vocal, gravação, Pro Tools, edição adicional - Fabian Marasciullo — engenharia acústica, gravação, mistura, Pro Tools, edição adicional - Jessie "Biz" Stewart — engenharia acústica - J.D. Andrew — assistência de engenharia acústica - Ken Hertz — assistência de engenharia acústica - Franny G. — assistência de engenharia acústica - Marc Lee — assistência de engenharia acústica - Steve Robillard — assistência de engenharia acústica - Javier Valverde — assistência de engenharia acústica - Vince Dilorenzo — assistência de engenharia de gravação adicional - Mike Huff — assistência de engenharia de gravação adicional - Ted Regier — assistência de engenharia de gravação adicional - Jim Bottari — gravação - Reggie Dozier — gravação - John Kurlander — gravação de cordas - Jan Fairchild — gravação - Thor Laewe — gravação - Jon Smeltz — gravação - Tom Coyne — masterização - Kevin "KD" Davis — mistura - Jon Gass — mistura - Brad Gilderman — mistura - Jean Marie Horvat — mistura - Manny Marroquin — mistura - Dave Pensado — mistura - Dexter Simmons — mistura - Rebeka Tunei — assistência de mistura - Gerald Hayward — overdubbing de bateria - Dexter Simmons — Pro Tools, scratching - Kamillion — produção - Guy Roche — produção - Teddy Riley — Talkbox |

## Desempenho nas tabelas musicais
Ao longo da sua primeira semana de comercialização nos Estados Unidos, Full Moon moveu aproximadamente 156 mil unidades, garantindo-lhe uma estreia no número dois da tabela musical de álbuns, segundo o publicado pela revista Billboard a 13 de Março de 2002. O álbum ficou aquém da estreia no cume da tabela por pouco menos que quatro mil exemplares de diferença com a banda sonora do filme O Brother, Where Art Thou? (2000). Não obstante, na tabela de álbuns de R&B e hip hop, Full Moon fez a sua entrada directamente no primeiro posto; estas duas foram as maiores estreias de Norwood em ambas tabelas. No total, permaneceu na primeira por trinta semanas. Nos seus primeiros três meses de disponibilidade, foram vendidas cerca de setecentas mil cópias do disco no país. Este número eventualmente subiu para 1,1 milhões, o que o garantiu o certificado de disco de platina pela Recording Industry Association of America (RIAA). O disco terminou o ano dentro da lista dos oitenta mais comercializados e dentro da lista dos quarenta com o melhor desempenho em mercados de R&B e hip hop.
Ainda na América do Norte, Full Moon, atingiu o seu pico dentro das dez melhores posições da tabela de álbuns do Canadá, território no qual recebeu o certificado de disco de ouro pela Canadian Recording Industry Association (CRIA) pelo despacho de cinquenta mil exemplares.
Segundo o publicado pela The Official Charts Company (OCC) na semana de 3 de Março de 2002, Full Moon tornou-se no primeiro álbum de Norwood a atingir o seu pico dentro das dez melhores posições da tabela de álbuns do Reino Unido, na qual estreou na nona colocação, a maior posição de pico para qualquer álbum da carreira da artista. Na tabela de álbuns de R&B, o projecto tornou-se no segundo consecutivo da artista a liderar. Mais tarde, recebeu o certificado de disco de ouro pela British Phonographic Industry (BPI) ao alcançar a marca das cem mil unidades comercializadas no país, onde terminou o ano dentro da lista dos duzentos mais vendidos. No resto do continente europeu, o álbum conseguiu também posicionar-se dentro das dez melhores posições das tabelas de álbuns da Alemanha e da Suíça, páis no qual tornou-se no seu álbum com o melhor desempenho comercial. O disco conseguiu ainda atingir as vinte melhores posições em outras sete nações, incluindo a Escócia, a Dinamarca e a Noruega. A sua posição mais baixa foi alcançada na Áustria, fora das cinquenta melhores.
Em outros lugares, como a Ásia, atingiu o seu pico dentro das vinte melhores posições da tabela de álbuns do Japão, país onde recebeu o certificado de disco de ouro no primeiro país após vender mais de cem mil cópias. Igualmente, na Oceania, alcançou a posição máxima dentro das vinte melhores em ambas Austrália e Nova Zelândia.

### Posições
| País — Tabela musical (2002)                        | Posição de pico |
| --------------------------------------------------- | --------------- |
| Austrália — Albums Chart (ARIA)                     | 13              |
| Austrália — Urban Albums Chart (ARIA)               | 2               |
| Áustria — Ö3 Austria Top 40                         | 54              |
| Bélgica (Flandres) — Ultratop 200 Albums            | 26              |
| Bélgica (Valónia) — Ultratop 200 Albums             | 28              |
| Canadá — Albums Chart (Billboard)                   | 8               |
| Canadá — R&B Albums (Nielsen SoundScan)             | 4               |
| Dinamarca — Album Top-40 (Hitlisten)                | 26              |
| Países Baixos — Album Top 100 (MegaCharts)          | 23              |
| França — Top Albums (SNEP)                          | 12              |
| Alemanha — Offizielle Top 100 (GfK)                 | 8               |
| Irlanda — IRMA                                      | 14              |
| Japão — Oricon Albums Chart                         | 15              |
| Nova Zelândia — Recorded Music NZ                   | 14              |
| Noruega — VG-lista                                  | 24              |
| Escócia — Scottish Albums Charts (OCC)              | 21              |
| Suécia — Albums Top 60 (Sverigetopplistan)          | 20              |
| Suíça — Albums Top 100 (Schweizer Hitparade)        | 7               |
| Reino Unido — Albums Top 100 (OCC)                  | 9               |
| Reino Unido — R&B Albums Top 40 (OCC)               | 1               |
| Estados Unidos — Billboard 200                      | 2               |
| Estados Unidos — Top R&B/Hip-Hop Albums (Billboard) | 1               |
| União Europeia — Top 100 Albums (Music & Media)     | 9               |

| País — Tabela musical (2002)                        | Posição |
| --------------------------------------------------- | ------- |
| Canadá — Albums Chart (Billboard)                   | 109     |
| Canadá — R&B Albums Chart (Nielsen SoundScan)       | 21      |
| Reino Unido — Albums Top 100 (OCC)                  | 187     |
| Estados Unidos — Billboard 200                      | 72      |
| Estados Unidos — Top R&B/Hip-Hop Albums (Billboard) | 31      |

| Região — Associação (Vendas)      | Certificação |
| --------------------------------- | ------------ |
| Canadá — CRIA (50 000)            | Ouro         |
| Japão — RIAJ (100 000)            | Ouro         |
| Reino Unido — BPI (148 000)       | Ouro         |
| Estados Unidos — RIAA (1 100 000) | Platina      |